# فيكتور أندرسون
فيكتور أندرسون (بالإنجليزية: Victor Anderson)‏ هو سياسي بريطاني، ولد في 1952. نشط حزبياً في حزب الخضر في إنجلترا وويلز.